# Новосысоевка
Новосысо́евка — село в Яковлевском районе Приморского края, административный центр Новосысоевского сельского поселения.

## География
Село стоит на правом берегу реки Арсеньевка.
Расстояние до Арсеньева по трассе Осиновка — Рудная Пристань — около 14 км, расстояние до районного центра Яковлевка — около 25 км.

## Население
| 1926  | 1959  | 1979  | 2001  | 2002  | 2010  | 2019  |
| ----- | ----- | ----- | ----- | ----- | ----- | ----- |
| 1269  | ↗6717 | ↘6490 | ↗7232 | ↘5023 | ↘4894 | ↘4277 |
| 2021  |       |       |       |       |       |       |
| ↘3966 |       |       |       |       |       |       |

## Улицы
| - пер. 25 лет Октября, - ул. 25 лет Октября, - ул. 3-я площадка, - ул. 6 км, - ул. 7 км, - пер. Вокзальный, - ул. Восточная, - ул. Дачная, - ул. Железнодорожная, - пер. Заводской, - ул. Западная, - ул. Заречная, | - ул. Зелёная, - ул. Ключевая, - пер. Кожевный, - ул. Колхозная, - ул. Комсомольская, - пер. Комсомольский, - ул. Кооперативная, - пер. Кооперативный, - ул. Красноармейская, - ул. Лесная, - пер. Лесной, | - ул. Лесозаводская, - ул. Луговая, - пер. Молодёжный, - ул. Набережная, - ул. Нагорная, - пер. Нагорный, - ул. Нижневосточная, - пер. Новый, - ул. Овражная, - пер. Овражный, - ул. Партизанская, | - ул. Пролетарская, - ул. Рабочая, - пер. Рабочий, - ул. Советская, - пер. Советский, - ул. Сухановская, - ул. Украинская, - ул. Хутор Дальний, - ул. Центральная, - пер. Центральный, - ул. Юго-Овражная. |

## Известные уроженцы
- Петров, Олег Георгиевич (род. 1954) — советский и российский писатель.
- Сергиенко, Валентин Иванович (род. 1944) — советский и российский химик, академик РАН.
- Щербаков, Владимир Иванович (род. 1949) — советский государственный деятель, первый заместитель Премьер-министра СССР.